# Phare de Wood End
Le phare de Wood End (en anglais : Wood End Light) est un phare actif situé à l'extrémité sud de Long Point (Cape Cod) (en) dans le comté de Barnstable (État du Massachusetts).
Il est inscrit au Registre national des lieux historiques depuis le 15 juin 1987 .

## Histoire
Le phare situé à la pointe sud de Long Point, à Provincetown, et sert de phare d'approche de son port.
Il a été mis en service le 20 novembre 1872. En 1981, Wood End Light est devenu le premier phare du Massachusetts à être converti afin d'utiliser l'énergie solaire pour alimenter les équipements d'éclairage et de signal de brouillard.
En 1896, une maison de gardien en bois a été construite, ainsi qu'un hangar de stockage de carburant. Avec l’évolution des temps et l’inutilité de manœuvrer le phare, il a été décidé en 1961 de raser les bâtiments en ne laissant que la tour et la maison.
Actuellement, la garde côtière américaine possède et contrôle les trois phares de Provincetown (le phare de Long Point, le phare de Wood End et le phare de Race Point). Le phare est géré par le Cape Cod Charpter  de l'American Lighthouse Foundation (en) et n'est pas ouvert au public.

## Description
Le phare  est une tour quadrangulaire en brique, avec une galerie et une lanterne de 12 m de haut. La tour est peinte en blanc et la lanterne est noire. Il émet, à une hauteur focale de 14 m, un éclat rouge d'une seconde par période de 10 secondes. Sa portée est de 13 milles nautiques (environ 24 km).
Il est aussi équipé d'une corne de brume radiocommandée émettant un blast par période de 30 secondes.

## Caractéristiques dufeu maritime
Fréquence : 10 secondes (R)
- Lumière : 1 seconde
- Obscurité : 9 secondes

Identifiant : ARLHS : USA-904 ; USCG : 1-13270 - Amirauté : J0383.
|         |
| Cap Cod |

|          |
| Le phare |

### Lien connexe
- Liste des phares du Massachusetts